# ام کلثوم بنت ابی‌بکر
ام کلثوم بنت ابی‌بکر (به عربی: أم كلثوم بنت أبي بكر) دختر ابوبکر و حبیبه بنت خارجه بود.

## زندگی
او اندکی پس از مرگ پدرش در مدینه به دنیا آمد. ابوبکر هنگام اعلام وصیت، به دخترش عایشه گفت، چند درخت خرما را که به او داده است، از آن، دو برادر و دو خواهرش ارث می‌برند. او خواسته‌های پدرش را پذیرفت، اما پرسید که به جز اسما به کدام خواهر دیگر اشاره می‌کند. ابوبکر به او گفت که، حبیبه حامله است و گمان می‌برد که فرزندش دختر باشد.
ام کلثوم تحت نظر خواهرش عایشه تربیت شد. وقتی عمر بن خطاب از ام کلثوم خواستگاری کرد، عایشه نپذیرفت. عایشه دلیل این کارش را خشن بودن عمر اعلام کرد.
ام کلثوم با پسر عموی پدرش طلحه بن عبیدالله که چهل سال از او بزرگتر بود ازدواج کرد. و با او صاحب سه فرزند بنام‌های زکریا، یوسف، و عایشه شد. طلحه در جنگ جمل در سال ۶۵۶ کشته شد.
سپس او با عبدالرحمن بن عبدالله مخزومی ازدواج کرد. آنها سه پسر و دو دختر داشتند، ابراهیم الاحوال، موسی، ام‌حمید و ام‌عثمان
ام کلثوم بنت ابی‌بکر از تابعین بود. او از عایشه حدیث نقل کرده که بخاری، مسلم، نسایی و ابن ماجه برخی از آن‌ها را جمع‌آوری کرده‌اند.